# Olympische Winterspiele 2014/Shorttrack – 5000 m Staffel (Männer)
Der Wettbewerb in der 5000-m-Shorttrack-Staffel der Männer bei den Olympischen Winterspielen 2014 wurde am 13. und 21. Februar 2014 im Eisberg-Eislaufpalast ausgetragen. Mit einem neuen olympischen Rekord mit einer Zeit von 6:42,100 Minuten setzte sich die russische Staffel in einem Zweikampf äußerst knapp vor dem Quartett aus den Vereinigten Staaten durch. Die Bronzemedaille konnten sich die vier Athleten aus China sichern.

## Rekorde

### Bestehende Rekorde
| Weltrekord         | Olivier Jean, François Hamelin, Charles Hamelin, Michael Gilday | 6:30,958 min | Calgary | 19. Oktober 2012 |
| Olympischer Rekord | Ahn Hyun-soo, Lee Ho-suk, Seo Ho-jin, Song Suk-woo              | 6:43,376 min | Turin   | 25. Februar 2006 |

### Neue Rekorde
| Olympischer Rekord | Wiktor Ahn, Semjon Jelistratow, Wladimir Grigorjew, Ruslan Sacharow | 6:42,100 min | Sotschi | 21. Februar 2014 |

## Ergebnisse

### Vorläufe
QA – Qualifikation für das A-Finale
QB – Qualifikation für das B-Finale
ADV – Advanced (aufgerückt)
| Rang | Lauf | Land               | Athleten                                                                    | Zeit (min) | Anmerkung |
| ---- | ---- | ------------------ | --------------------------------------------------------------------------- | ---------- | --------- |
| 1    | 1    | Niederlande        | Daan Breeuwsma Niels Kerstholt Sjinkie Knegt Freek van der Wart             | 6:45,385   | QA        |
| 2    | 1    | Kasachstan         | Absal Äschghalijew Aidar Beqschanow Denis Nikischa Nurbergen Schumaghasijew | 6:47,152   | QA        |
| 3    | 1    | Südkorea           | Lee Han-bin Lee Ho-suk Park Se-yeong Sin Da-woon                            | 6:48,206   | QB        |
| 4    | 1    | Vereinigte Staaten | Eduardo Alvarez John Celski Christopher Creveling Jordan Malone             | 6:50,292   | ADV       |
| 1    | 2    | Russland           | Wiktor Ahn Semjon Jelistratow Wladimir Grigorjew Ruslan Sacharow            | 6:44,331   | QA        |
| 2    | 2    | China              | Chen Dequan Han Tianyu Shi Jingnan Wu Dajing                                | 6:44,521   | QA        |
| 3    | 2    | Italien            | Yuri Confortola Tommaso Dotti Anthony Lobello Nicola Rodigari               | 6:45,253   | QB        |
| 4    | 2    | Kanada             | Michael Gilday Charles Hamelin François Hamelin Olivier Jean                | 6:48,186   | QB        |

### Finale

#### B-Finale
| Rang | Land     | Athleten                                                      | Zeit (min) | Anmerkung |
| ---- | -------- | ------------------------------------------------------------- | ---------- | --------- |
| 5    | Kanada   | Michael Gilday Charles Hamelin Charle Cournoyer Olivier Jean  | 6:43,747   |           |
| 6    | Südkorea | Kim Yun-jae Lee Ho-suk Park Se-yeong Sin Da-woon              | 6:43,921   |           |
| 7    | Italien  | Yuri Confortola Tommaso Dotti Anthony Lobello Davide Viscardi | 6:44,904   |           |

#### A-Finale
| Rang | Land               | Athleten                                                                    | Zeit (min) | Anmerkung |
| ---- | ------------------ | --------------------------------------------------------------------------- | ---------- | --------- |
| 1    | Russland           | Wiktor Ahn Semjon Jelistratow Wladimir Grigorjew Ruslan Sacharow            | 6:42,100   | OR        |
| 2    | Vereinigte Staaten | Eduardo Alvarez John Celski Christopher Creveling Jordan Malone             | 6:42,371   |           |
| 3    | China              | Chen Dequan Han Tianyu Shi Jingnan Wu Dajing                                | 6:48,341   |           |
| 4    | Niederlande        | Daan Breeuwsma Niels Kerstholt Sjinkie Knegt Freek van der Wart             | 6:49,149   |           |
| 5    | Kasachstan         | Absal Äschghalijew Aidar Beqschanow Denis Nikischa Nurbergen Schumaghasijew | 6:54,630   |           |